# Surajkaradi
Surajkaradi is een census town in het district Jamnagar van de Indiase staat Gujarat. 

## Demografie
Volgens de Indiase volkstelling van 2001 wonen er 16793 mensen in Surajkaradi, waarvan 52% mannelijk en 48% vrouwelijk is. De plaats heeft een alfabetiseringsgraad van 51%. 